# Vilich
Vilich ['fiːlɪç] ist ein Ortsteil der Bundesstadt Bonn im Stadtbezirk Beuel. Vilich liegt südlich der Sieg-Mündung am Rhein, an der Bundesstraße 56 und der Bundesautobahn 59, an der eine Anschlussstelle seit April 2009 Bonn-Vilich heißt. Durch Vilich führt die Stadtbahnlinie 66.

## Geschichte

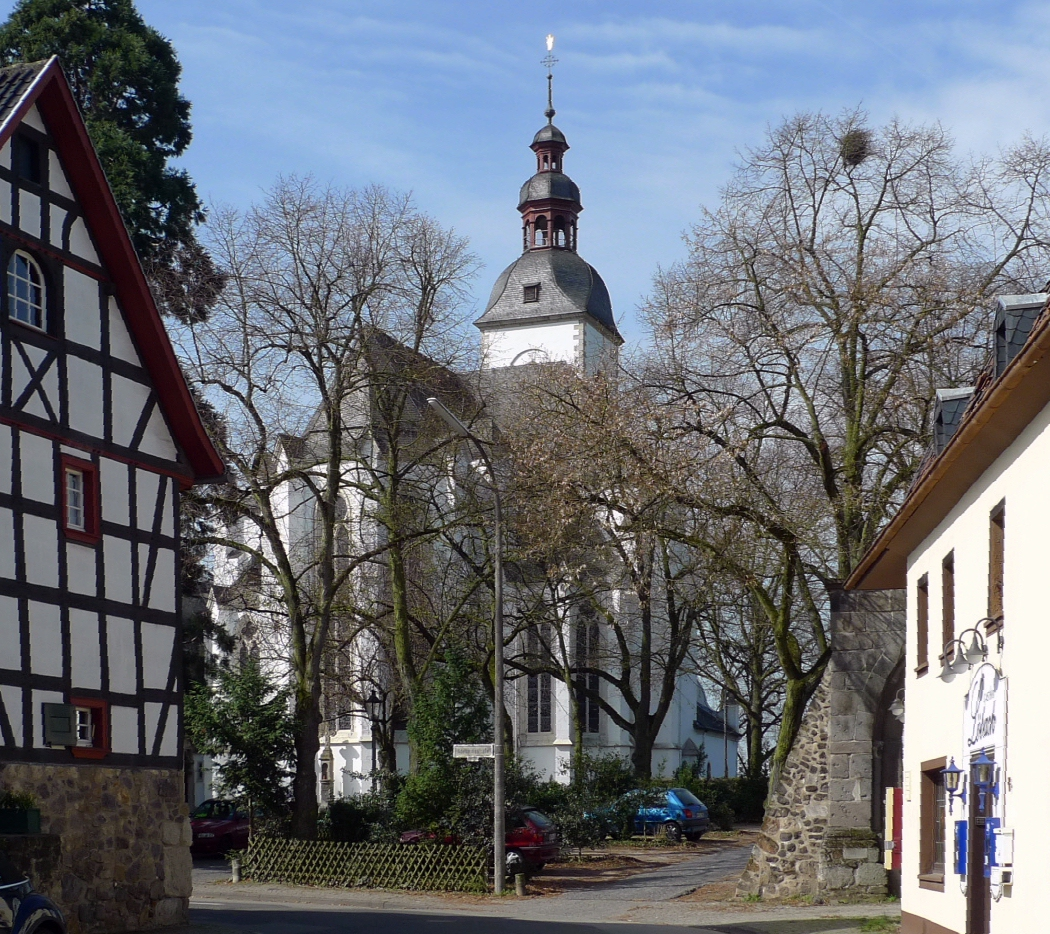
Blick aus der Schillerstraße auf St. Peter – vorne links das ehemalige Hospitälchen

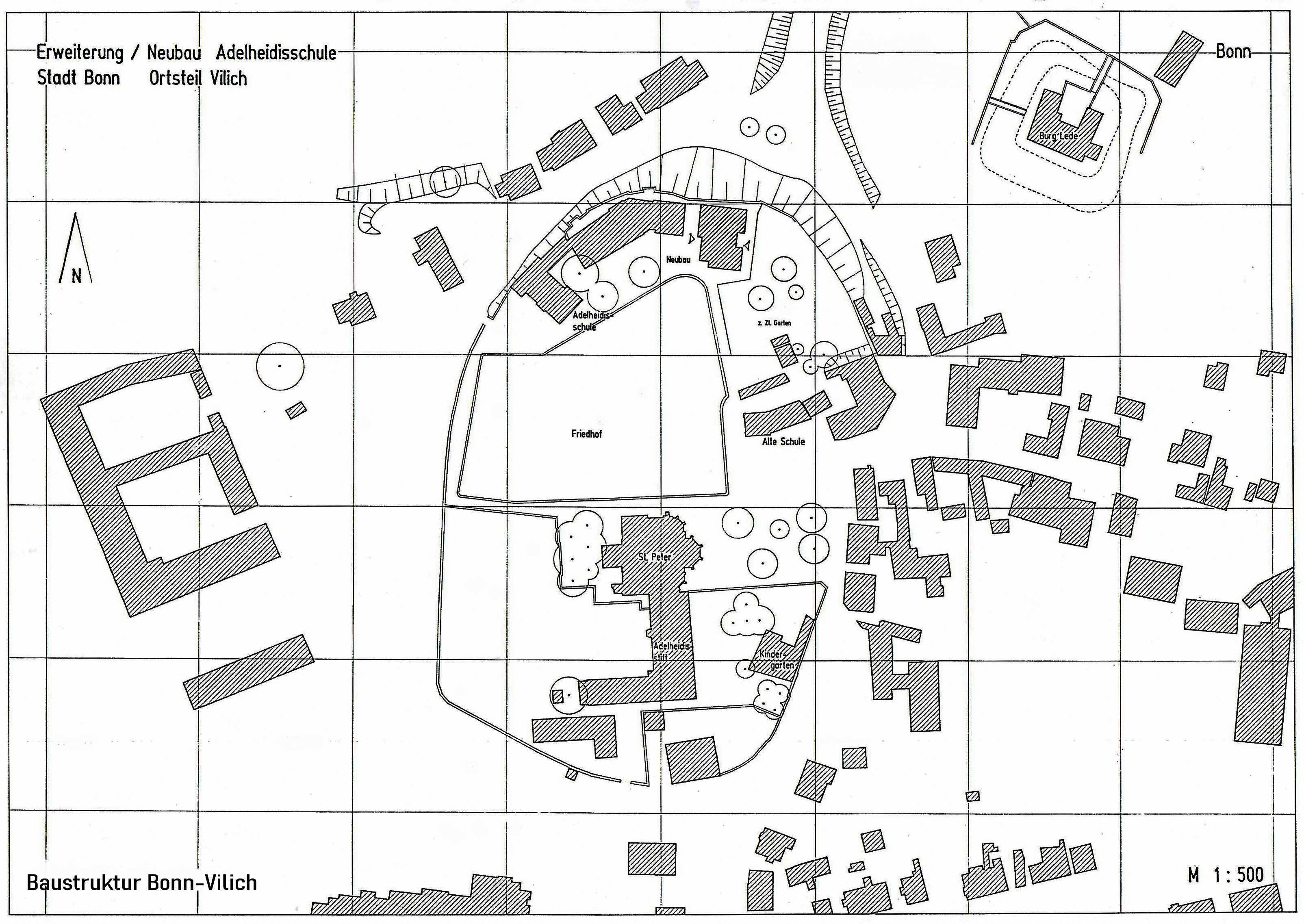
Baustruktur Bonn-Vilich

Vilich wurde erstmals 942 in einer Urkunde Ottos I. als „Vilicam“ erwähnt. Um 978 stifteten Megingoz und seine Frau Gerberga von Lothringen ihren Besitz im Auelgau zur Errichtung eines Frauenkonvents, der 996 von Papst Gregor V. in ein Benediktinerinnenkloster umgewandelt wurde. Erste Äbtissin war Adelheid von Vilich; nach ihr wurde das Kloster später St.-Adelheidis-Stift benannt. Nach dem Tod von Adelheidis wurde ihr Grab in der zum Stift gehörenden Kirche zu einem Wallfahrtsort.
In der kurfürstlichen Zeit gehörte Vilich zusammen mit Vilich-Rheindorf, Combahn, Schwarzrheindorf mit Gensem, Geislar und Vilich-Müldorf zur „Herrlichkeit Vilich“, die eine Unterherrschaft im kurkölnischen Amt Bonn war.
Von großer Bedeutung für Vilich waren das Ende des Kurfürstentums und die Besetzung des Rheinlandes durch napoleonische Truppen. Von 1803 bis 1806 war Vilich Teil des Fürstentums Nassau-Usingen, danach Teil des Großherzogtums Berg, für das nach französischem Vorbild 1808 eine Provinzial- und Gemeindeverwaltungsordnung erlassen wurde. Es wurden Munizipalitäten gebildet, deren Leitung ein Munizipaldirektor bzw. Maire übernahm. Die „Munizipalität Vilich“ wurde am 8. März 1809 gebildet. Zu ihr gehörten außer den Orten der ehemaligen Herrlichkeit Vilich die Orte des Kirchspiels Küdinghoven. Das waren Küdinghoven, Beuel, Limperich, Ramersdorf, Pützchen, ein Teil von Bechlinghoven sowie Nieder- und Oberholtorf.
Aufgrund der 1815 auf dem Wiener Kongress getroffenen Vereinbarungen kam die Region zum Königreich Preußen. Unter der preußischen Verwaltung bestanden die Munizipalitäten/Mairien als Bürgermeistereien fort. Das galt auch für Vilich. Seit 1891 amtierte Friedrich Breuer als Bürgermeister. In seiner Amtszeit entwickelte sich Vilich zu einer modernen Gemeinde. So entstanden ein Gas- und Wasserwerk, die Wohn- und Fabrikgebäude wurden an das elektrische Stromnetz angeschlossen und mit dem Ausbau der Rheinpromenade wurde begonnen. Spätestens seit Ende des 19. Jahrhunderts verlagerte sich das Zentrum der Gemeinde in Richtung Beuel-Mitte. Am 26. September 1896 wurde der Amtssitz von Vilich nach Beuel verlegt. 1922 wurde schließlich die Bürgermeisterei Vilich  in Bürgermeisterei Beuel umbenannt.
Durch das Gesetz zur kommunalen Neugliederung des Raumes Bonn im Jahr 1969 wurde Vilich als Teil der bisher selbständigen Stadt Beuel zum Stadtteil im neuen Bonner Stadtbezirk Beuel.
Bis 2026 entsteht der S-Bahnhof Vilich an der rechten Rheinstrecke. Dieser wird errichtet als Turmbahnhof mit der Stadtbahnlinie 66 und soll so die Bonner Innenstadt mit dem Flughafen Köln/Bonn verbinden.
Seit 2008 findet im Park Neu Vilich das Green Juice Festival statt. 

## Einwohnerentwicklung
- 1836: 180
- 1891: 204
- 1916: 550
- 1951: 2.103
- 2013: 5.258

Als Folge der Einwohnerentwicklung wurde 2013 beschlossen, die zirka drei Hektar große Fläche namens Ledenhof, bisher im Eigentum des Landschaftsverbands Rheinland (LVR), nachzuverdichten und das seit 1988 bestehend Heilpädagogische Heim (HPH) Ledenhof abzureißen. Projektträger ist die Wohnbaugesellschaft NCC Deutschland. Rodung und Abriss sind für Frühjahr 2016 geplant. Das Projekt stößt bei den Bürgern auf Kritik.

## Sehenswürdigkeiten

### St. Peter

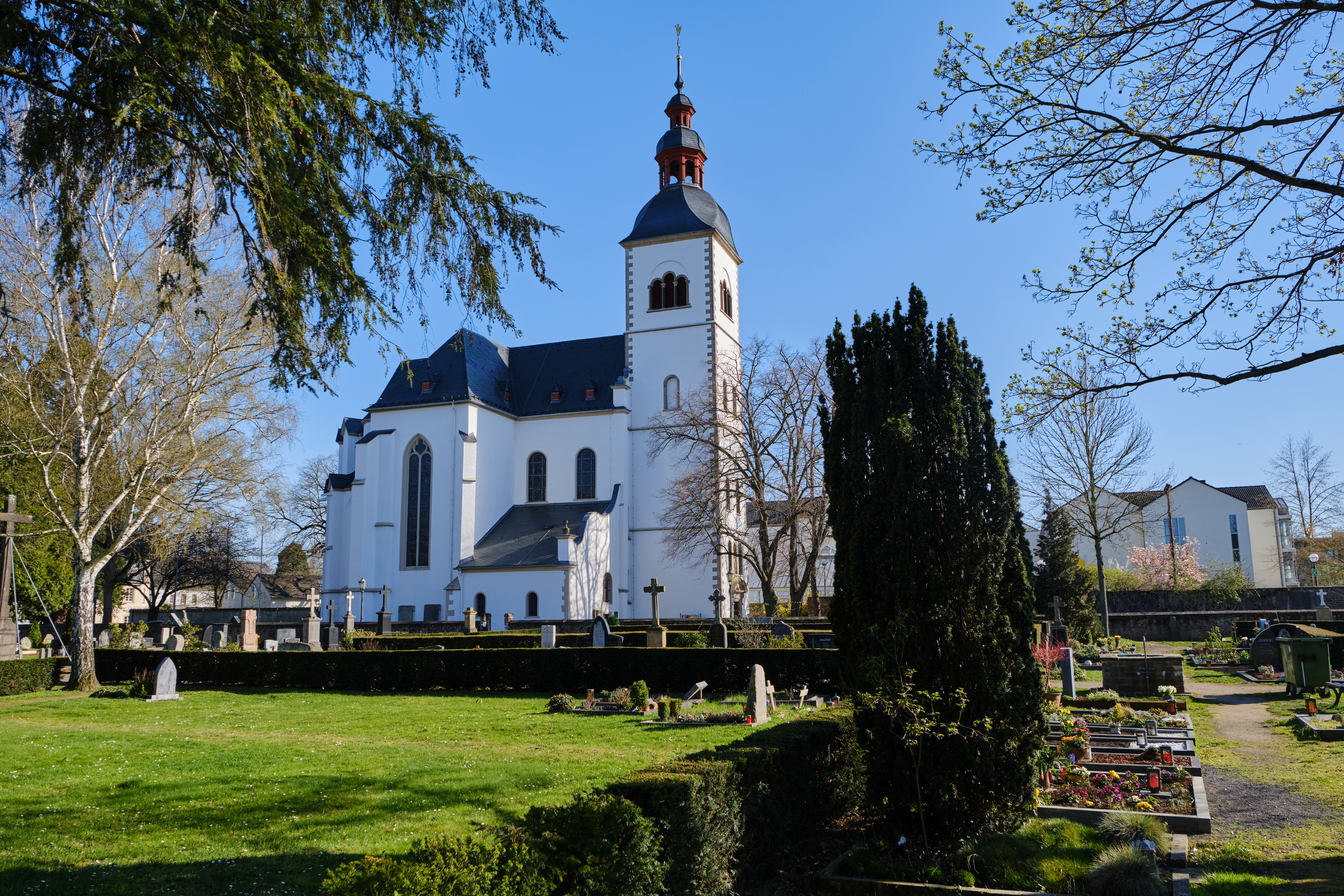
St. Peter mit Friedhof

Ein weithin markantes Wahrzeichen von Vilich ist der Kirchturm von St. Peter. St. Peter ist die katholische Pfarrkirche in Vilich. Bis zur Aufhebung des „freiadeligen weltlichen Stifts Vilich“ war sie Stiftskirche.

### Burg Lede

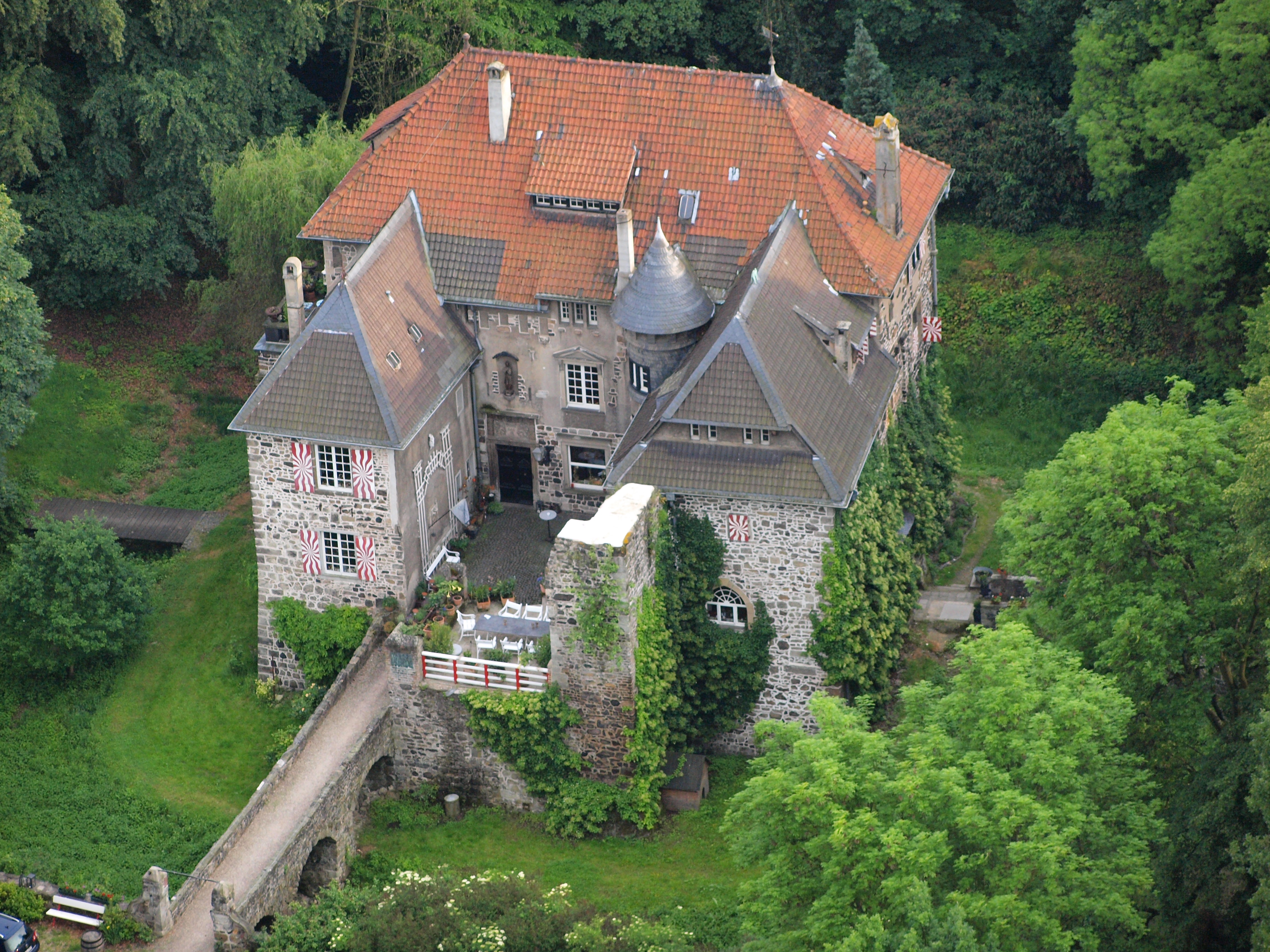
Luftaufnahme der Wasserburg Lede

Die Burg Lede war ursprünglich ein romanischer Wohnturm, aus dem sich im Laufe der Zeit eine gotische Wasserburg entwickelte.

### Bürgermeister-Stroof-Haus

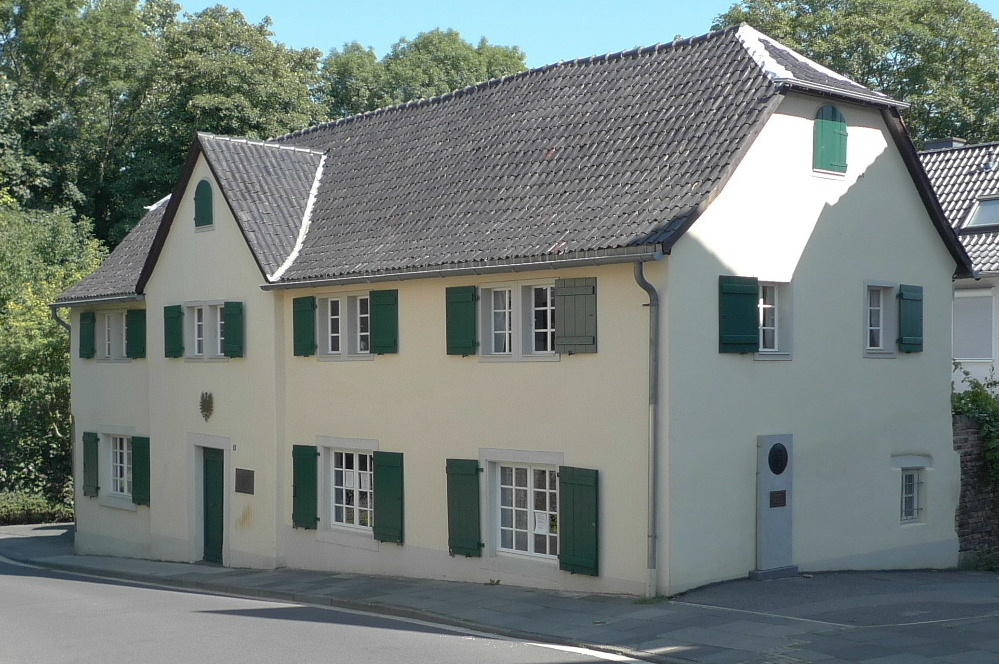
Bürgermeister-Stroof-Haus

Das Stroof-Haus ist in mehreren Bauphasen entstanden: vor 1500 – um 1700 – um 1800. Aus dem Mittelalter datieren Reste eines Bruchstein-Bauwerks, so zwei über Eck hochragende Außenwände des heutigen Erdgeschosses an der Südseite, die einen derzeit noch verschütteten Brunnenschacht umschließen. Das Haupthaus entstammt vermutlich in seinem Kern den Anfangsjahren des 18. Jahrhunderts und war zunächst ein dreiachsiger Fachwerkbau. Diesen hat, ein Jahrhundert später, Leonard Stroof mit dem mittelalterlichen, durch Fachwerk aufgestockten Bruchsteinbau verbunden und ihm damit eine vierte Achse hinzugefügt.
„Die Gesamtarchitektur“, so der heutige Träger, „der Stroofschen Bauphase von 1800 ist bis heute authentisch erhalten.“ Die Authentizität gilt nicht nur für den Grundriss des Hauses, sondern auch für dessen reiche Ausstattung, die in der Bonner Region für Bauten dieser Zeit ungewöhnlich ist. Eine absolute Rarität für ein rheinisches Fachwerkhaus stellt die umfassende Ausmalung in fast allen Räumen dar (geometrische Schablonenmuster), die erst an wenigen Stellen freigelegt ist. Von überraschender Wirkung ist auch das kassettierte Wandpaneel im ehemaligen Amtszimmer. Als das besondere Schmuckstück aber dürfte zweifellos die sogenannte Kölner Decke im Kleinen Salon des Obergeschosses gelten, die wie alle Balkendecken des Hauses stuckiert, zusätzlich aber mit floralem Rankenwerk dekoriert ist.

### Schevasteshof
Der Schevasteshof wurde um 1603 erbaut. Dort heirateten Ernst Friedrich Wilhelm Schiller und Maria Magdalena, Schwester des damaligen Bürgermeisters Gabriel von Pfingsten, der von 1825 bis 1855 dort residierte. Gabriel von Pfingsten war mit den Familien Oppenhoff und de Claer verwandt und kannte viele angesehene Persönlichkeiten. Er machte den Schevasteshof, der damals seine glanzvollste Zeit erlebte, zum Mittelpunkt des geistigen und geselligen Lebens. Viele Generationen bewahrten die Geschichte des Schevasteshofes, bis er am Heiligen Abend im Jahr 1944 durch Bomben vollständig zerstört wurde. Zwei Frauen wurden dabei verschüttet und getötet. Der damals dort lebende Otto Schmidt-Bleibtreu und der Rest der Familie wurden evakuiert.
Über die Jahre bahnte sich durch ein Landschaftsschutz- und nachfolgendes Bebauungsplanverfahren der Stadt Bonn eine neue Entwicklung des zerstörten Hofes an. So wurde im Jahr 1974 das sogenannte „Tempelchen“, dessen sechs Säulenpaare von dem abgerissenen Kloster Heisterbach stammten, vom Gelände entfernt. Diese wertvollen Architekturteile sowie andere Reste des Tempels wurden in das Rheinische Landesmuseum Bonn überführt.

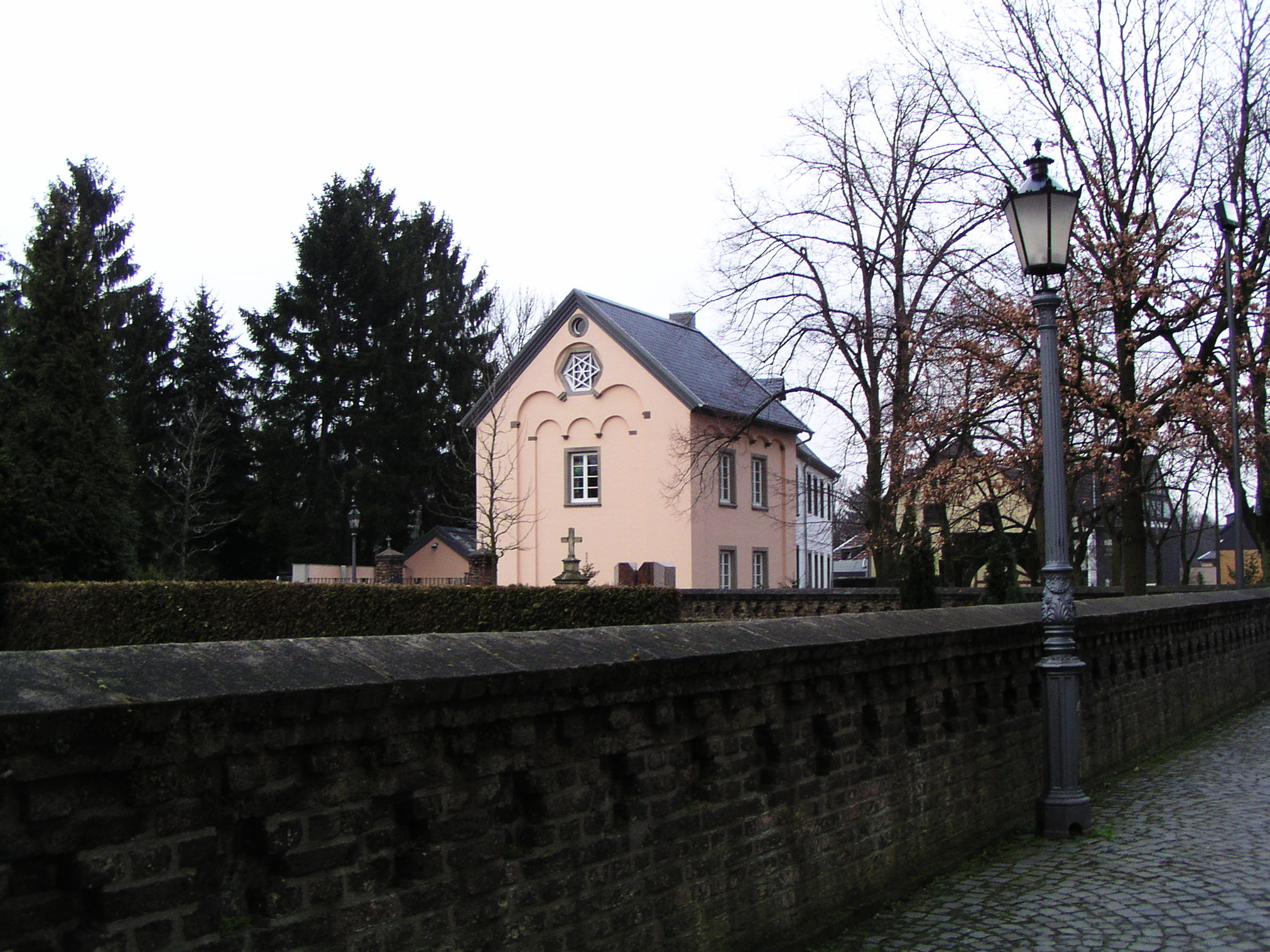
Hinter der Friedhofsmauer die alte Stiftsschule (1787) mit Anbau (1834)

Das Hofgelände lag zwischen der heutigen Schillerstraße und dem Garten der Burg Lede. Das Stammhaus lag zwischen dem Ende der Schillerstraße und der Bahnlinie.

### Adelheidisschule

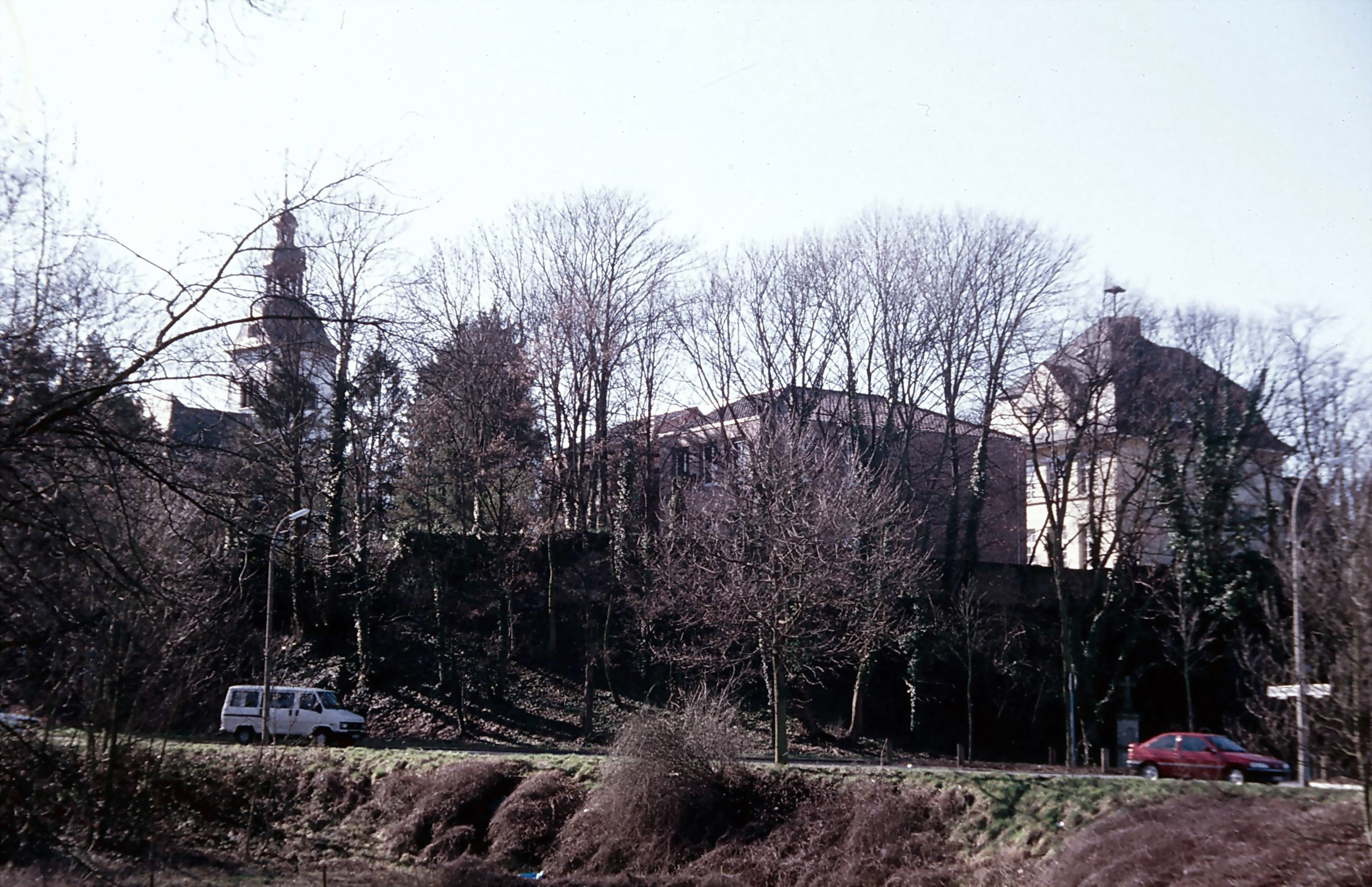
Der Turm von St. Peter und die Schulbauten der Adelheidisschule an der Käsbergstraße

Typisch für die Ortsentwicklung mit den steigenden Einwohnerzahlen sind die Bauten der Adelheidis-Gemeinschaftsgrundschule, die im Osten und Norden peripher am Rande des Friedhofs errichtet wurden. Das erste Schulhaus des Stifts Vilich, ein Fachwerkbau aus dem Jahr 1787 mit einem Anbau von 1834, bildet städtebaulich den Übergang vom historischen Ortszentrum zur Stiftsimmunität. Es folgten, zwischen Friedhofs- und Immunitätsmauer am Abhang zur Käsbergstraße, ein dreigeschossiger Zweckbau aus Ziegelmauerwerk (1874) und ein zweigeschossiger Gründerzeitbau mit ausgebautem Dachgeschoss (1911/14). Beide Gebäude wurden 1958 durch einen Flachbau miteinander verbunden. Ein Pavillon mit zwei Klassenräumen von 1967 wurde wegen der stetig steigenden Schülerzahlen 1994 abgerissen um Platz zu schaffen für einen Neubau mit sechs Klassen, der 1995 im Beisein von OB Bärbel Dieckmann eingeweiht wurde. Wegen der weiterhin wachsenden Schülerzahlen wurde das historische alte Schulhaus der Stiftsschule nach Umbau im November 2003 mit vier Klassen der Gemeinschaftsgrundschule zur Nutzung übergeben.

### Torbögen
Im Zentrum von Vilich sind mehrere historische Torbögen erhalten. Der älteste dürfte ein romanischer Torbogen vor der alten Schule sein. Jünger ist ein spätgotischer Torbogen vor dem Pastorat. Sehenswert ist auch der Torbogen des Pfortengehäuses des Stiftes. Alle Bögen befinden sich an der Adelheidisstraße.
Der Torbogen vor der alten Schule war in früheren Jahrhunderten Zugang zur ehemaligen Pfarrkirche St. Paulus (deren Patronat die in den 60er Jahren erbaute Pfarrkirche St. Paulus an der Siegburger Str. erhielt), die 1765 durch Hochwasserunterspülung eingestürzt ist. Auch der 1991 wegen eines Bauvorhabens umgelegte und 2000 leicht versetzt wiederaufgerichtete Torbogen des Pfortengehäuses an der Ecke Stiftsstraße gehörte zur ehemaligen, das Adelheidis-Stift umgebenden Immunitätsmauer.

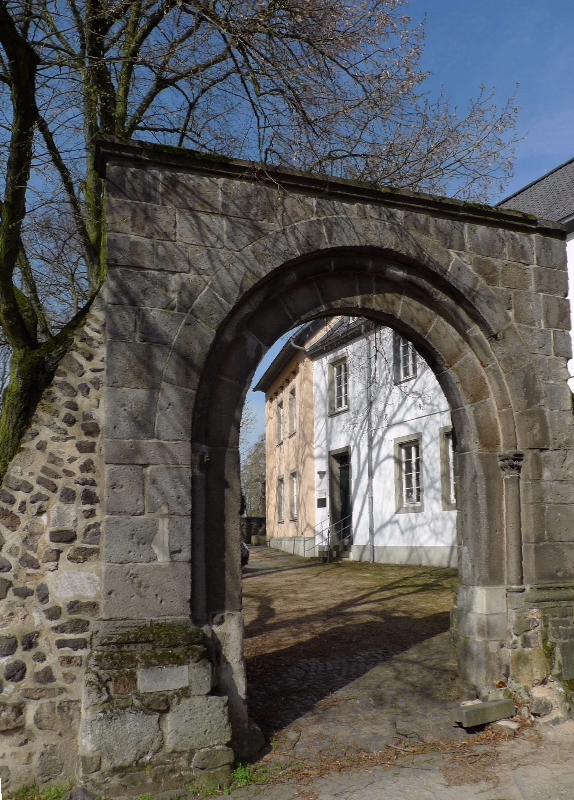
Romanischer Torbogen vor der alten Schule
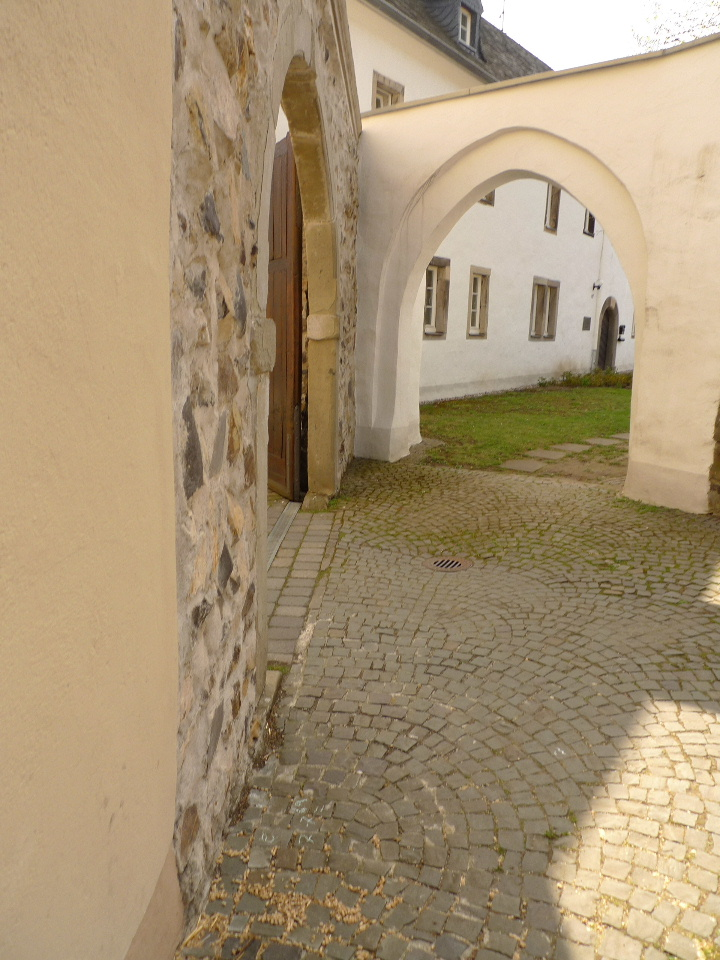
Spätgotischer Torbogen vor dem Pastorat
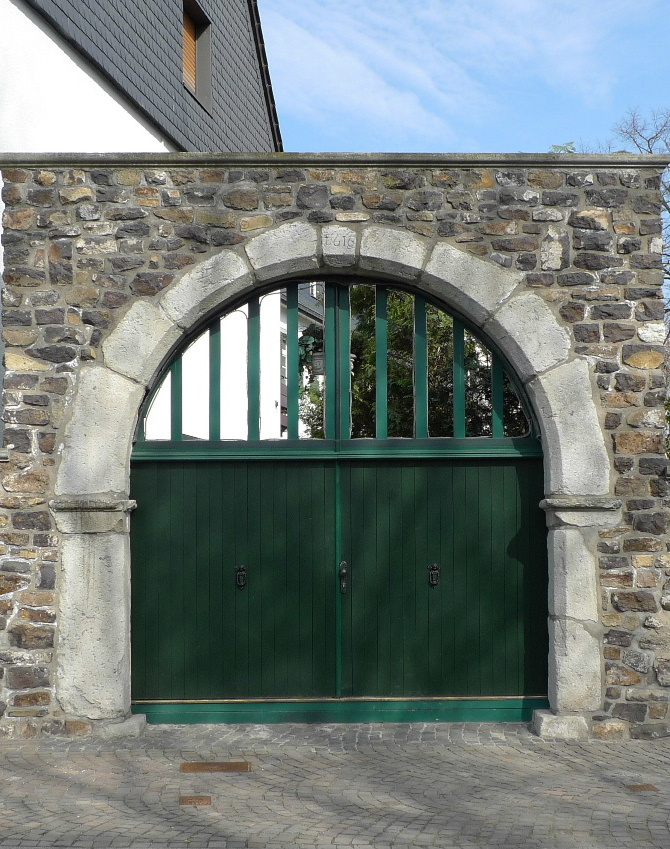
Torbogen des Pfortengehäuses des Stiftes

## Persönlichkeiten
- Franz Düsterwald (1842–1920), katholischer Geistlicher und Autor
- Pitt Müller, (1905–1975), Bildhauer